# Anchor Rock
Anchor Rock är en ö i Australien.   Den ligger i delstaten Tasmanien, i den sydöstra delen av landet, 2 300 kilometer söder om huvudstaden Canberra.
Trakten runt Anchor Rock består i huvudsak av gräsmarker.